# Barbara Mandrell
Barbara Mandrell (Houston, 25 december 1946) is een Amerikaanse countryzangeres en multi-instrumentaliste met 55 hits in de Amerikaanse hitlijsten.

## Jeugd
Barbara Mandrell telt als een muzikaal wonderkind, dat al op jonge leeftijd tal van instrumenten beheerste. Haar spel op de steelgitaar imponeerde zelfs Chet Atkins. Op 11-jarige leeftijd trad ze voor de eerste keer op in een plaatselijke tv-show. Iets later stond ze met bekende countrysterren als Johnny Cash en Red Foley op het podium. Haar voor muziek enthousiaste ouders formeerden in 1963 met Barbara's jongere zusters en twee andere muzikanten de familieband The Mandrells. De groep ondernam langere tournees door Noord-Amerika en Azië. Barbara werd verliefd op drummer Ken Dudley van de band en trouwde met hem na afsluiting van haar schooltijd.
Vervolgens trok ze zich terug uit de muziekbusiness. Toen haar echtgenoot werd opgeroepen voor de militaire dienstplicht bij de United States Navy en overzees werd gestationeerd, verhuisde de familie naar Nashville. Door haar vader gemanaged, probeerde ze voet te vatten in het aldaar aanwezige countrycircuit. 

## Carrière
In 1969 tekende ze een platencontract bij Columbia Records. Een jaar later lukte haar met Playin' Around With Love de eerste toegang tot de hitparade. Haar eerste top 10-klassering had ze in 1971 met Tonight My Baby's Coming Home. Iets later werd ze lid van de Grand Ole Opry. Met David Houston werden succesvolle duetten opgenomen als de top 10-hits After Closing Time (1970) en I Love You, I Love You (1974).
In 1975 wisselde ze naar ABC Records. Onder producent Tom Collins veranderde haar muziekstijl meer richting countrypop. Bijna onmiddellijk gingen de verkoopcijfers van haar platen omhoog. Na een reeks top 10-successen kreeg ze in 1978 haar eerste nummer 1-hit met Sleeping Single in a Double Bed. Weer wisselde ze van label naar MCA Records en beleefde hier het hoogtepunt van haar carrière. Verdere topklasseringen volgden met (If Loving You is Wrong) I Don't Want to Be Right (1979), Years (1980), I Was Country When Country Wasn't Cool (1981), Till You're Gone (1982) en One of a Kind Pair of Fools (1983). In 1981 en 1982 kreeg ze telkens de CMA Award «Entertainer of the Year» en goud-onderscheidingen voor de albums The Best of Barbara Mandrell en Live. Bovendien kreeg ze twee Grammy Awards en talrijke verdere onderscheidingen.
In 1980 kreeg ze de eigen tv-show Barbara Mandrell and The Mandrell Sisters, waarin ze samen met haar beide zusters optrad. Wegens gezondheidsproblemen besloot ze in 1982 te stoppen met de televisieshow. Een jaar later startte ze in Las Vegas met de podiumshow This Lady is a Champ. In september 1984 kende haar carrière een abrupt einde, toen ze na een zwaar auto-ongeluk bijna een jaar moest doorbrengen in het ziekenhuis. Haar beide kinderen werden bij dit ongeluk ook gewond. De 19-jarige chauffeur van de andere bij het ongeluk betrokken auto overleed. Ondanks Mandells verwondingen en haar afwezigheid op het podium werd een duet-album gepubliceerd met Lee Greenwood, dat met To Me een verdere top 10-hit bevatte. In juni 1985 trad de zangeres in het kader van de Music City News Awards weer op. Haar comebackalbum Get to the Heart verscheen in de herfst van 1985.
Ondertussen had de countrymuziek zich veranderd. Mandrells platen konden zich wel plaatsen in de hitlijst, maar bereikten niet meer de grote successen als voorheen. Haar liveoptredens trokken nog steeds haar vaste publiek. In 1990 schreef Mandrell haar autobiografie Get to the Heart: My Story, die zich maandenlang in de bestsellerlijsten kon houden en enkele jaren later werd verfilmd. In 1997 beëindigde ze haar carrière als countryzangeres en wijdde zich kortstondig aan het acteren. Ze trad in het kader van huldeblijken weer in het openbaar op met het tributealbum She Was Country When Country wasn't Cool: A Tribute to Barbara Mandrell (2006) en de opname in de Country Music Hall of Fame in 2009. 

## Privéleven
Mandrell is nog steeds met haar jeugdliefde Ken Dudley getrouwd en heeft drie kinderen.

## De belangrijkste onderscheidingen
- 1971: ACM -	Top New Female Vocalist
- 1976: TNN -	New Female Vocalist
- 1978: ACM -	Top Female Vocalist
- 1979: CMA -	Female Vocalist Of The Year
- 1979: TNN -	Top Female Vocalist
- 1980: ACM -	Entertainer Of The Year
- 1980: CMA -	Entertainer of the Year
- 1981: ACM -	Top Female Vocalist
- 1981: CMA -	Entertainer of the Year
- 1981: TNN -	Top Female Vocalist
- 1982: TNN -	Top Female Vocalist
- 1983: Grammy - Best Inspirational Performance
- 2009: CMA - 	opname in de Country Music Hall of Fame
- 2009: 	opname in de Steel Guitar Hall of Fame

## Discografie

### Albums
- 1971: Treat Him Right
- 1972: A Perfect Match (mit David Houston)
- 1973: The Midnight Oil
- 1974: This Time I Almost Made It
- 1976: This Is Barbara Mandrell
- 1976: Midnight Angel
- 1977: Lovers, Friends And Strangers
- 1978: Moods
- 1979: Just For The Record
- 1980: Love Is Fair
- 1981: Barbara Mandrell 'Live'
- 1982: ... In Black & White
- 1983: Spun Gold
- 1984: Bill Monroe & Friends
- 1984: Clean Cut
- 1984: Meant For Each Other
- 1984: Christmas At Our House
- 1985: Get To The Heart
- 1986: Moments
- 1987: Sure Feels Good

- Biblioteca Nacional de España: XX1596471
- Bibliothèque nationale de France: cb138970266 (data)
- Gemeinsame Normdatei: 119031582
- International Standard Name Identifier: 0000 0001 1493 7687
- Library of Congress Control Number: n83046983
- MusicBrainz: f9af8ba9-78d9-4355-85f5-f3c8abdaa31f
- National Archives and Records Administration: 10569136
- Nationale Bibliotheek van Tsjechië: xx0190496
- Nederlandse Thesaurus van Auteursnamen: 099650533
- SNAC: w6kk9b66
- Virtual International Authority File: 76500842
- WorldCat: E39PBJv8HPtVC4JvFJkdkbd4v3